# Josh McDermitt
Josh McDermitt (Phoenix, 4 juni 1978) is een Amerikaans acteur en komiek. Hij speelde onder meer Eugene Porter in de televisieserie The Walking Dead.